# دير الظهية (أفلح الشام)

تعديل مصدري - تعديل

دير الظهية هي إحدى قرى عزلة بني حربي بمديرية أفلح الشام التابعة لمحافظة حجة، بلغ تعداد سكانها 143 نسمة حسب تعداد اليمن لعام 2004.